# Ернст-Людвіг Бальдун
Ернст-Людвіг Бальдун (нім. Ernst-Ludwig Balduhn; 27 жовтня 1919, Родманнсгефен — 20 січня 2004) — німецький офіцер-підводник, оберлейтенант-цур-зее крігсмаріне.

## Біографія
1 жовтня 1938 року вступив на флот. З травня 1940 року служив на мінному загороджувачі «Ганзейське місто Данциг», з листопада 1940 року — на важкому крейсері «Принц Ойген». З 6 липня по 17 грудня 1942 року пройшов курс підводника, після чого був переданий в розпорядження 9-ї флотилії. З 30 грудня 1942 року — 1-й вахтовий офіцер на підводному човні U-211. 3-15 серпня 1943 року пройшов курс позиціонування (радіовимірювання), з 16 серпня по 19 вересня — курс командира човна. З 6 жовтня 1943 року — командир U-1163, на якому здійснив 4 походи (разом 71 день в морі). 3 грудня 1944 року потопив радянський торговий пароплав «Революція» водотоннажністю 433 тонни; всі 23 члени екіпажу загинули. 9 травня 1945 року здався британським військам в Крістіансанні. 26 жовтня 1947 року звільнений.

## Звання
- Кандидат в офіцери (1 жовтня 1938)
- Морський кадет (1 липня 1939)
- Фенріх-цур-зее (1 грудня 1939)
- Оберфенріх-цур-зее (1 серпня 1940)
- Лейтенант-цур-зее (1 квітня 1941)
- Оберлейтенант-цур-зее (1 квітня 1943)

## Нагороди
- Нагрудний знак мінних тральщиків (1 квітня 1941)
- Залізний хрест
  - 2-го класу (27 червня 1941)
  - 1-го класу (1944)
- Нагрудний знак флоту (10 листопада 1941)
- Нагрудний знак підводника (19 липня 1943)
- Фронтова планка підводника в бронзі (3 листопада 1944)